# Reserva Extrativista Arioca Pruanã
Reserva Extrativista Arioca Pruanã är ett naturreservat i Brasilien.   Det ligger i kommunen Oeiras do Pará och delstaten Pará, i den nordöstra delen av landet, 1 500 km norr om huvudstaden Brasília.
I omgivningarna runt Reserva Extrativista Arioca Pruanã växer i huvudsak städsegrön lövskog. Runt Reserva Extrativista Arioca Pruanã är det mycket glesbefolkat, med 6 invånare per kvadratkilometer.